# Кэрролл, Фрэнсис
Фрэнсис Патрик Кэрролл (Francis Patrick Carroll) (9 сентября 1930 — 14 марта 2024) — австралийский иерарх, пятый римско-католический архиепископ Канберры-Гоулберна (1983—2006).
Родился в Ганмейне, Новый Южный Уэльс, и был вторым из семи детей Патрика и Роуз Кэрролл.
Рукоположен в священники в 1954 году в церкви Святого Брендана в Ганмейне. После службы в Гриффите и Олбери назначен на должность помощника епархиального инспектора школ. С 1965 г. директор католического образования епархии Уогга-Уогга.
В 1968 году папа Павел VI назначил его епископом Уогга-Уогга (Кэрролл третий, кто занимал эту должность). Был духовным руководителем движения Курсилло и членом первой Национальной католической комиссии по образованию с 1969 по 1971 год. С 1974 по 1992 год член Международной катехизической комиссии. В 1977 году австралийский представитель в Синоде епископов по катехизису. Был первым председателем Национальной католической комиссии по образованию с 1974 по 1978 год, оставаясь в её составе до 1988 года.
В 1983 году назначен архиепископом Канберры — Гоулберна с резиденцией в соборе Святого Христофора, Манука, Австралийская столичная территория. Уделял особое внимание развитию католических школ.
Был первым австралийским епископом, созвавшим епархиальный синод после Второго Ватиканского собора. Он состоялся в Канберре в 1989 году, а последующий — в 2004 году.
В 2001 году подписал указ, который сократил обязательные праздничные дни, в которые католики в Австралии обязаны посещать мессу, оставив в списке только воскресные дни, Рождество и Успение Пресвятой Богородицы.
В августе 2005 года, ещё до достижения 75-летнего возраста, подал Бенедикту XVI прошение об отставке, которое было принято, но продолжал исполнять обязанности до тех пор, пока в июне 2006 года не был назначен его преемник Марк Колридж.
1 января 2001 года награждён Медалью Столетия за «служение австралийскому обществу через Римско-католическую церковь».
В феврале 2006 года в результате публичного призыва была учреждена стипендия, чтобы помочь студентам пользоваться кампусом Канберры Австралийского католического университета. Стипендия Фрэнсиса Кэрролла предоставляет финансовую поддержку студентам, которые переезжают из сельских или региональных районов архиепархии Канберры — Гоулберна или епархии Вагга-Вагга, чтобы пройти образовательный курс. В мае 2006 года Кэрролл был удостоен звания доктора университета (Univ.D) honoris causa, высшей награды Австралийского католического университета, за вклад в католическое образование.
Умер в Уогга-Уогга 14 марта 2024 года.
В его честь был назван католический колледж Кэрролла Броули на южном побережье Нового Южного Уэльса, который открылся в 1995 году.